# Русанов Володимир Олександрович
Володимир Олександрович Русанов (3 [15] листопада 1875, Орел, Російська імперія — безвісти пропалий у 1913 році у Карському морі) — російський полярний дослідник, географ, геолог, етнограф, економіст.

## Біографія

### Ранні роки
Народився в сім'ї купця. Батько помер, коли Володимиру було років. Хоча він був допитливою дитиною, але успіхи в навчанні не мав, був відрахований з гімназії за неуспішність, а потім й з ремісничого училища. Зрештою закінчив семінарію за останнім розрядом. Поступив до Київського політехнічного інституту як вільний слухач, але був відрахований за революційну діяльність, до якої приєднався ще в семінарії, і відправлений додому під негласний нагляд поліції. Продовжував там революційну діяльність, через що 1901 року його заслали в Усть-Усольськ (нині Сиктивкар), де він став працювати статистиком. Незадовго до цього він одружився з Марією Булатовою, яка, попри протидію батьків, пішла за чоловіком у заслання. З того часу вся науково-дослідна, організаторська і суспільна діяльність Русанова була пов'язана з Арктикою. Він почав вивчати побут місцевого населення, природні ресурси Півночі, історію його освоєння. Через 2 роки звільнився, але йому не дозволили проживати ні в одному з великих міст Росії, позбавивши його таким чином можливості закінчити університет. Прагнучи закінчити свою освіту, Русанов наполегливо клопотав про дозвіл виїхати за кордон. Восени 1903 року разом з дружиною він поїхав до Парижа, де вступив до Сорбоннського університету на природне відділення, яке закінчив 1907 року за спеціальністю геологія. Дружина померла у 1905 році. Русанов привернув до себе увагу вивченням потухлих вулканів Франції, виверження Везувія у 1906 році. Ще навчаючись 1904 року він написав листа російському військовому міністру В. В. Сахарову, в якому фактично виклав план масштабного освоєння Арктики. Він запропонував почати дослідження Північного морського шляху для переведення балтійської ескадри до тихоокеанського узбережжя Російської імперії, де активно йшла російсько-японська війна. На той момент це неможливо було реалізувати, тому що на реалізацію його пропозицій потрібний був значний час, але по суті всі вони були реалізовані в наступні роки. Це і організація мережі полярних станцій, використання різних видів зв'язку, організація системи гідрометеослужби тощо. Особливо цінними є розроблені Русановим уявлення про закони генерального дрейфу криги в Арктичному басейні. На основі даних про дрейф уламків судна Джорджа Де-Лонга «Жаннетти», дрейфу «Фрама» Фрітьофа Нансена Русанов зробив висновок про те, що арктичні льоди постійно рухаються в постійному і певному напрямку, описуючи величезну дугу від берегів Сибіру, через район північного полюса і до Гренландії, а причиною дрейфу є переміщення водних мас, морські течії. Це він схарактеризував тоді, коли більшість дослідників вважали, що панівний дрейф визначається постійними вітрами.

### Експедиції на Нову Землю
Перша поїздка до Арктики на острів Нова Земля відбулася в 1907 році після закінчення Русановим Паризького університету з метою підготовки до докторської дисертації про копалини Нової Землі. Частиною на старому карбасі, частиною пішки він пройшов Маточкин Шар із заходу на схід і назад. При цьому він закінчив піший перехід наодинці, адже його супутники зійшли з траси через труднощі. Спостерігаючи за переміщеннями льодовиків, Русанов зробив висновок про загальний відступ льодовиків Нової Землі. У 1908 році він узяв участь як біолог у французькій експедиції під орудою Шарля Бернара на судні «Жак Картьє» і перетнув острів під 74° пн. ш. з східного берега від затоки Незнаного на захід до губи Хрестової і назад. На основі зібраного багатого польового матеріалу він зробив важливі висновки про геологічну історію розвитку Нової Землі. У наступних поїздках на перший план все очевидніше стала виходити підготовка до задуманого їм переходу по Північному морському шляху. Складовими цієї підготовки були як піші переходи, так і вихід у море й спроби плавання на все більші відстані.
У 1909 році Русанов здійснив третій похід на Нову Землю вже в складі експедиції, яку спонукав архангельський губернатор І. В. Сосновський. Він радів за російське поширення на острові, тому що на його території все активніше вели промисел норвежці. Архангельська влада доручила Русанову розробку плану експедиції і всю підготовку до неї, однак, начальником призначила Ю. В. Крамера, через політично неблагонадійність Русанова. Експедиція вирушила з Архангельська на судні «Ольга», яке доставило її в Хрестову губу. Русанов повторив перетин північного острова, а також на невеликому суденці пройшов з описом уздовж західного берега значну відстань від губи Хрестової до півострова Адміралтейства. Під час досліджень він відкрив багато родовищ різних копалин. Зиму 1909—1910 років Русанов знову провів у Парижі. Він вважав, що можливим є термінове судноплавство між Архангельськом і Далеким Сходом через Північний Льодовитий океан огинаючи Північну Землю не південніше Нової Землі, а північніше, тому хотів вивчити льодову ситуацію у тій області і морські течії. Доказати можливість цього шляху стало його подальшим прагненням.
У 1910 році також за ініціативою І. В. Сосновського була організована експедиція на парусно-моторному судні «Дмитро Солунський», безоплатно наданому архангельським рибопромисловцем Д. Н. Масленніковим. Перед експедицією стояло складне і почесне завдання: досягти самої північної точки Нової Землі — мису Бажання. Раніше це вдавалося лише Віллему Баренцу в 1596 році, Саві Лошкіну в 1760 році і Е. Іоганнесену в 1870 році. Очевидним була тенденція Русанова до планомірного оволодіння навичок, необхідних у тривалому арктичному поході. 28 серпня мис Бажання був успішно досягнуто, але Русанов вирішив використовувати це плавання для вивчення льодової обстановки і випробування судна. Лавіруючи між крижаними полями, він віддалився від берега на цілих півградуса, на глибині 360 м встановив гідрологічну станцію. Це була хороша підготовка до далекого походу, про який Русанов не переставав думати.
У 1911 році Русанов вп'яте плавав до Нової Землі на парусно-моторному човні «Полярна», обійшов кругом південний острів, провів низку топографічних і гідрографічних спостережень.

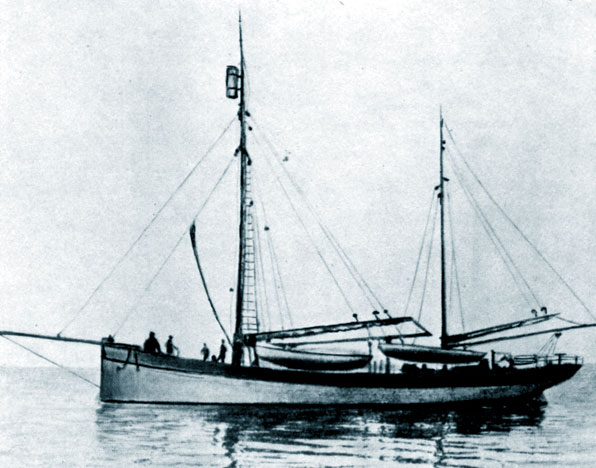
Вітрильно-моторний кеч «Геркулес», на якому Русанов поплив у останню свою подорож

### Остання експедиція
Царський уряд, враховуючи успішне завершення плавання на «Дмитрові Солунському» і європейську популярність Русанова (за дослідження Нової Землі Русанова нагороджено вищою науковою нагородою Франції — орденом «академічних пальм»), призначив Русанова начальником експедиції на Шпіцберген для розвідки родовищ кам'яного вугілля і підготовки їхнього видобутку. Ставши начальником самостійної експедиції, Русанов вирішив використати її для реалізації своє давнього задуму, розглядаючи обстеження Шпіцбергена як початкову частину експедиції, а сам архіпелаг як старт трансарктичного плавання. Він не приховував своїх намірів і писав про них у Міністерство внутрішніх справ. У Норвегії був закуплений вітрильно-моторний кеч «Геркулес» — судно, пристосоване для плавань в Арктиці, ретельно підібрана команда, кожен учасник якої був попереджений про можливу зимівлю в льодах Арктики. Закінчивши роботу на Шпіцбергені і відправивши трьох членів, які не мали пливти далі, на сушу, Русанов пішов до Нової Землі. Команда складалася з 11 осіб, включаючи Русанова і його наречену, геолога і лікаря, француженку Жюльєтт Жан. Капітаном судна був О. С. Кучін. На Новій Землі в становище в Поморській губі Русанов залишив записку від 18 серпня 1913 року, яка виявилася останньою звісткою від зниклої потім експедиції. Із записки випливало, що експедиція від Нової Землі відправиться на схід, і якщо судно не загине, попрямує до найближчих по шляху островів Усамітнення, Новосибірським, Врангеля. Запасів продовольства мало вистачити на рік.
Але десь поблизу Таймира, як вважають, корабель затонув. Частина екіпажу спробувала вийти на материк через Таймирський півострів Михайлова, однак усі вони згинули не дійшовши до цілі. До 1914 року одразу три арктичні експедиції В. О. Русанова, Г. Л. Брусилова та Г. Я. Седова вважалися такими, що зниклі безвісти. 18 січня 1914 року Рада міністрів дав вказівку морському міністерству розпочати розшукові дії. Пошуки експедиції Русанова упродовж 1914—1915 років успіхом не увінчалися. Лише в 1934 році на одному з острівців на островах Мона (острів Геркулес) був виявлений стовп з вирізаним написом «Геркулес» і зламані нарти. Дещо пізніше на іншому острівці в східній частині шхер Мініна (о. Попова-Чухчіна), майже біля самого берега материка було знайдено кілька предметів (щогла, фрагменти корабельної шлюпки і футляр від барометра), що безсумнівно належали учасникам експедиції Русанова. Це були єдині підтверджені сліди зниклої експедиції. Згодом з'являлися різні повідомлення про знахідки слідів перебування групи Русанова, але все це з різних причин підтвердити не вдалося.
2000 року на Таймирі були знайдені рештки загиблої людини, що внаслідок проведеного судово-медичного кримінологічного дослідження були визнані з високою долею ймовірності як останки капітана О. С. Кучіна.

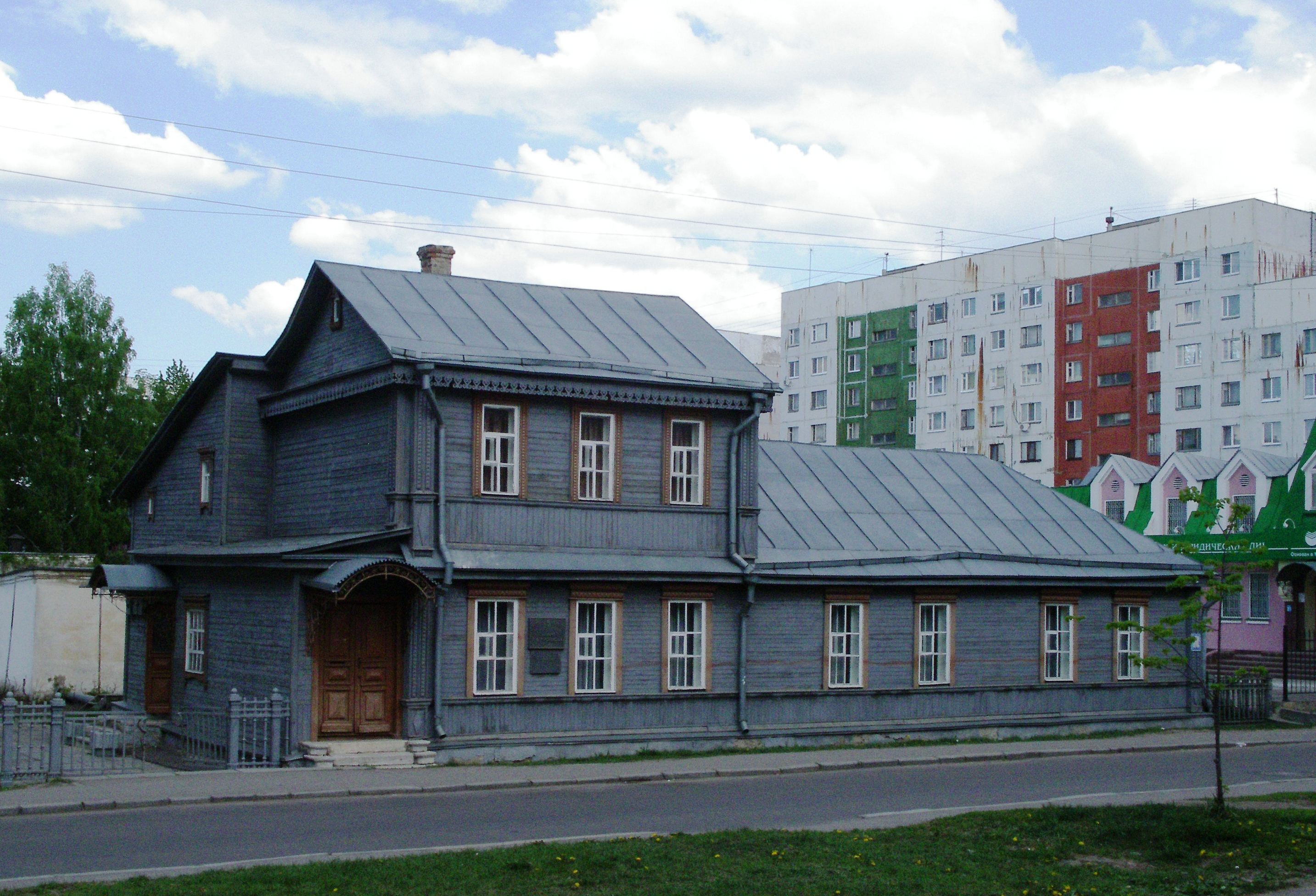
Меморіальний музей Русанова в Орлі

## Пам'ять
Створений меморіальний музей Русанова в Орлі, названо на його честь декілька різних об'єктів.

### Географічні об'єкти
- півострів на південному узбережжі південного острова Нової Землі;
- бухта на заході цього півострова;
- долина і гора на північному березі затоки Незнаний;
- миси на сході острова Нансена, на острові Колосових, на південному березі Іс-Фіорду на Західному Шпіцбергені;
- льодовик на півночі о. Жовтневої Революції;
- гора і річка (Русанівка) на північному сході острову Більшовик архіпелагу Північна Земля;
- затока на східному узбережжі Північного острова Нової Землі;
- протока між півостровом Русанова і островом Богословського;
- озеро на півострові Таймир.

### Населені пункти та вулиці
- містечко Русаново в Республіці Комі;
- вулиці у Москві, Печорі, Архангельську, Мурманську, Орлі;

### Кораблі
На честь Русанова названі криголам-пароплав, портовий криголам, танкер-газовоз льодового класу.

## У літературі
Є одним з прототипів капітана Татаринова — персонажа пригодницького роману «Два капітани» Веніаміна Каверіна.

## Твори
- Владимир Александрович Русанов. Статьи, лекции, письма. — М.-Л., 1945.